# Hạm đội Phương Bắc
Hạm đội Phương Bắc, Huân chương Cờ đỏ và Ushakov (tiếng Nga: Северный флот, chuyển tự: Severny flot) là một đơn vị của Hải quân Liên bang Nga hoạt động tại các vùng biển Barrel và Na Uy, Bắc Cực, Đại Tây Dương, chịu trách nhiệm phòng thủ cho nước Nga ở phía Tây Bắc. Tư lệnh hạm đội hiện tại là Đô đốc Aleksandr Alekseyevich Moiseyev.
Hạm đội có đại bản doanh tại Severomorsk. Căn cứ chính và các trung tâm điều hành đóng trong vịnh Kola. Hạm đội Phương Bắc nổi tiếng với những phương tiện hạt nhân. Khoảng hai phần ba lực lượng hạt nhân của hải quân Nga trong biên chế của hạm đội này.
Tiền thân của hạm đội Phương Bắc là Chi hạm đội Phương Bắc của Hải quân Liên Xô được thành lập từ năm 1933. Vào ngày 11 tháng 5 năm 1937, đội tàu được chuyển thành Hạm đội phương Bắc. Sau khi Liên Xô tan rã, Quân đội Nga không đủ nguồn lực để duy trì Hạm đội Phương Bắc, do đó hạm đội bị suy yếu. Nhiều sự cố đã xảy ra đối với hạm đội, đáng kể nhất là thảm họa tàu ngầm hạt nhân Kursk năm 2000. Từ những năm 2010, Liên bang Nga bắt đầu hiện đại hóa quân đội và hải quân trong đó có Hạm đội Phương Bắc. Ngày 1 tháng 1 năm 2021, Bộ Tư lệnh Chiến lược Hạm đội Phương Bắc được trao quy chế độc lập như một quân khu.